# Thomas Walter (Botaniker)
Thomas Walter (* 1740 in Hampshire, England; † 18. Januar 1789 in St. John’s Parish, Berkeley County, South Carolina) war ein nordamerikanischer Botaniker. Sein offizielles botanisches Autorenkürzel lautet „Walter“.
Walter wurde in Hampshire in England geboren, emigrierte jedoch bereits in jungen Jahren nach South Carolina, wo er den Rest seines Lebens blieb. Sein Werk Flora caroliniana war wohl die erste ernsthafte in Nordamerika geschriebene Florabeschreibung.
Er war befreundet mit dem Botaniker John Fraser.
Eine von Thomas Walter erstbenannte Art ist beispielsweise die Orchidee Cypripedium reginae oder die Lilie Lilium catesbaei. Ihm werden mehr als 1000 botanische Erstbeschreibungen zugerechnet.

## Werke
- Flora Caroliniana, secundum Systema vegetabilium Linnæi digesta, characteres essentiales naturalesve et differentias veras exhibens; cum emendationibus numerosis, descriptionum antea evulgatarum adumbrationes stirpium plus mille continens, necnon generibus novis non paucis, speciebus plurimis novisq. ornata. London 1788.